# Église Saint-Cornély de Carnac
Pour les articles homonymes, voir Cornély.
L’église Saint-Cornély est une église catholique datant des XVIIe et XVIIIe siècles située à Carnac, en France.

## Localisation
L'église Saint-Cornély est située dans le département français du Morbihan, sur la commune de Carnac.

## Historique
L'édifice, de style Renaissance, est classé au titre des monuments historiques en 1960.

## Description
L'église est construite sur un plan rectangulaire à trois nefs.
Le fronton de la façade ouest est munie d'une niche abritant une statue de saint Cornély.
Le porche de la façade nord est sculpté par Kergoustin, de Baud, et date de 1792 ; c'est une architecture dorique à colonnes en pans coupés, est surmonté par un baldaquin à ailerons, une couronne et une croix.
Le clocher, haut de 40 m, date de 1639. Il est constitué d'une tour carrée à plateforme avec balustrade et pinacles aux angles, surmontée d'une longue flèche en forme de pyramide.
Les voûtes des nefs sont en lambris polychrome présentant des tableaux relatant la vie de saint Cornély ; elles  sont réalisées par Le Corre de Pontivy mais signées Dupont. Celles de la chapelle du Rosaire et de la chapelle du Saint-Sacrement sont datées de 1732 grâce à une somme de 500 livres versée à "Dupont".
Le chœur est clos d'une grille en fer forgé.

## Le pardon de Saint-Cornély
Le Pardon, qui se déroule le deuxième dimanche de septembre, était très fréquenté. Il a été décrit en 1909 par Zacharie Le Rouzic et est encore organisé de nos jours, avec notamment la bénédiction des chevaux.

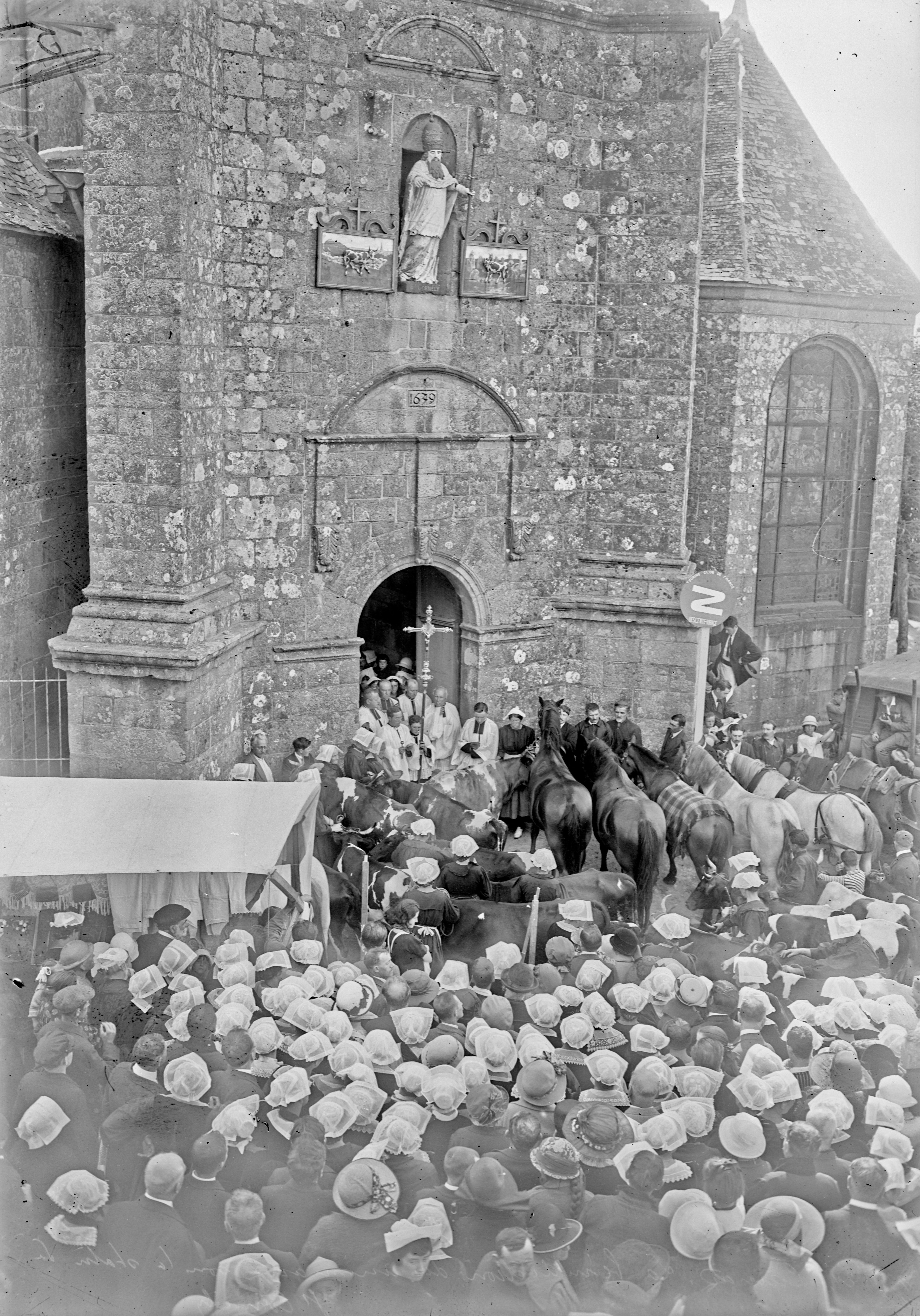
La bénédiction des chevaux sous la statue de saint Cornély lors du pardon de 1924 1
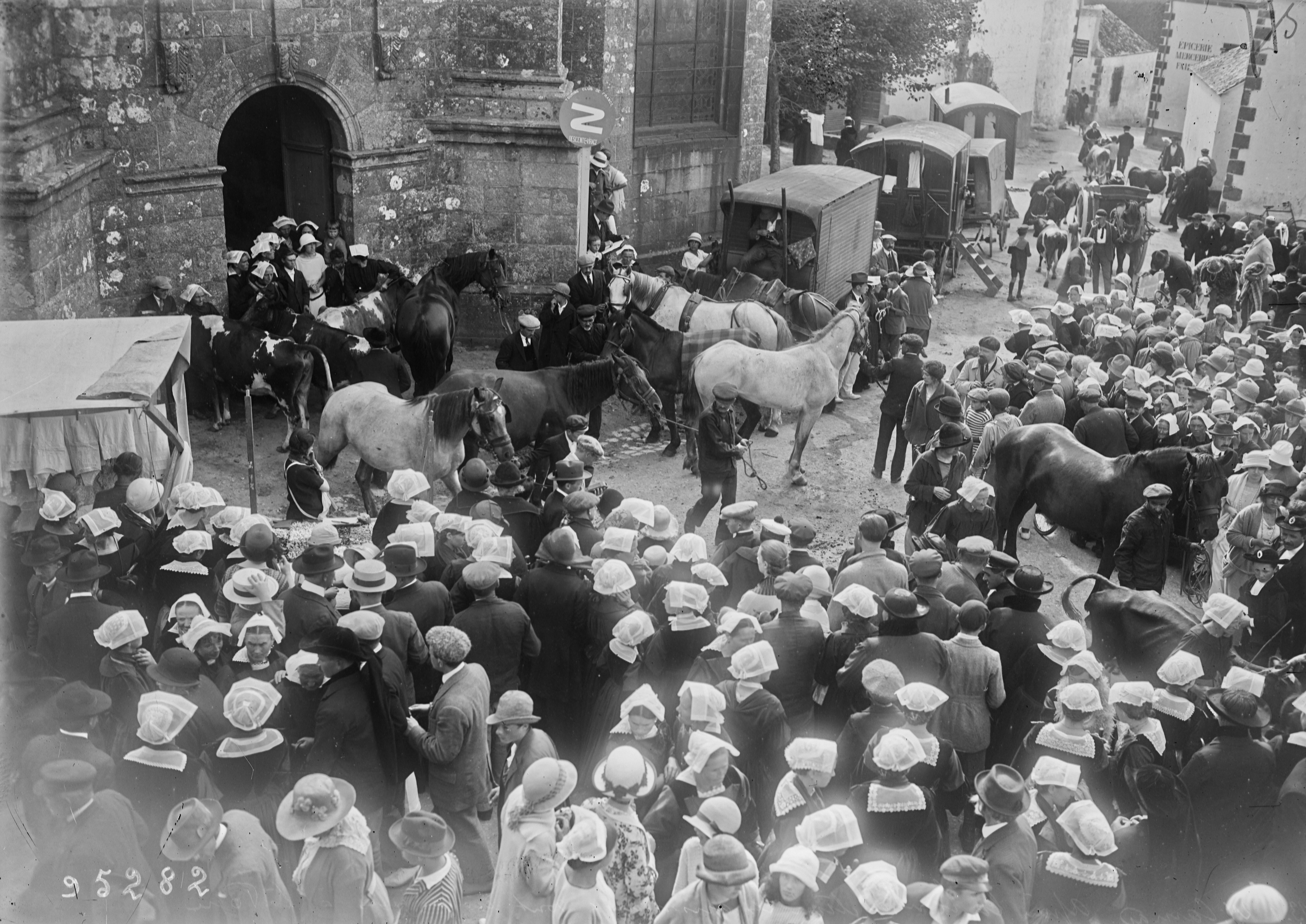
La bénédiction des chevaux sous la statue de saint Cornély lors du pardon de 1924 2
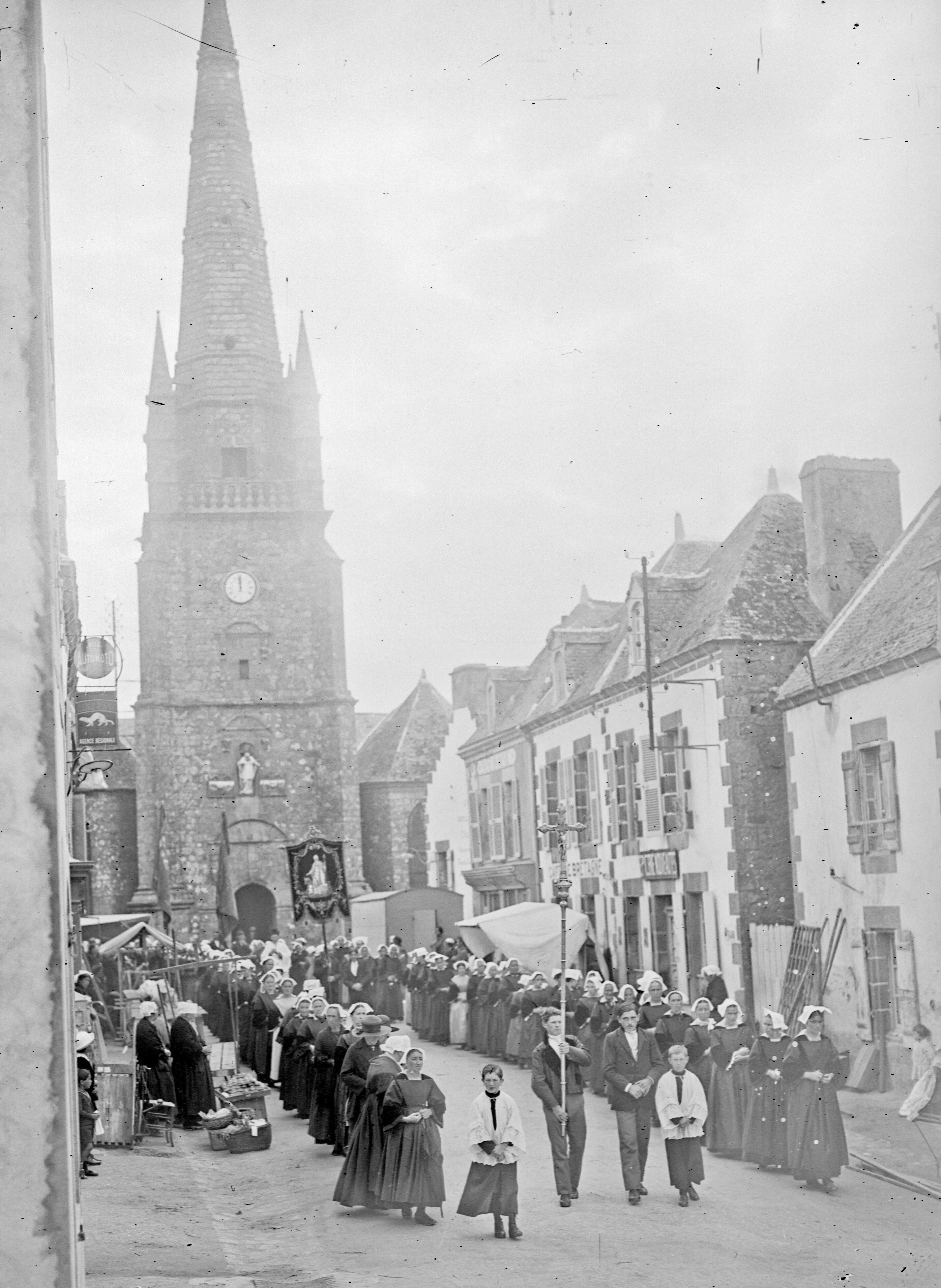
La procession lors du pardon de saint Cornély le 13 septembre 1924
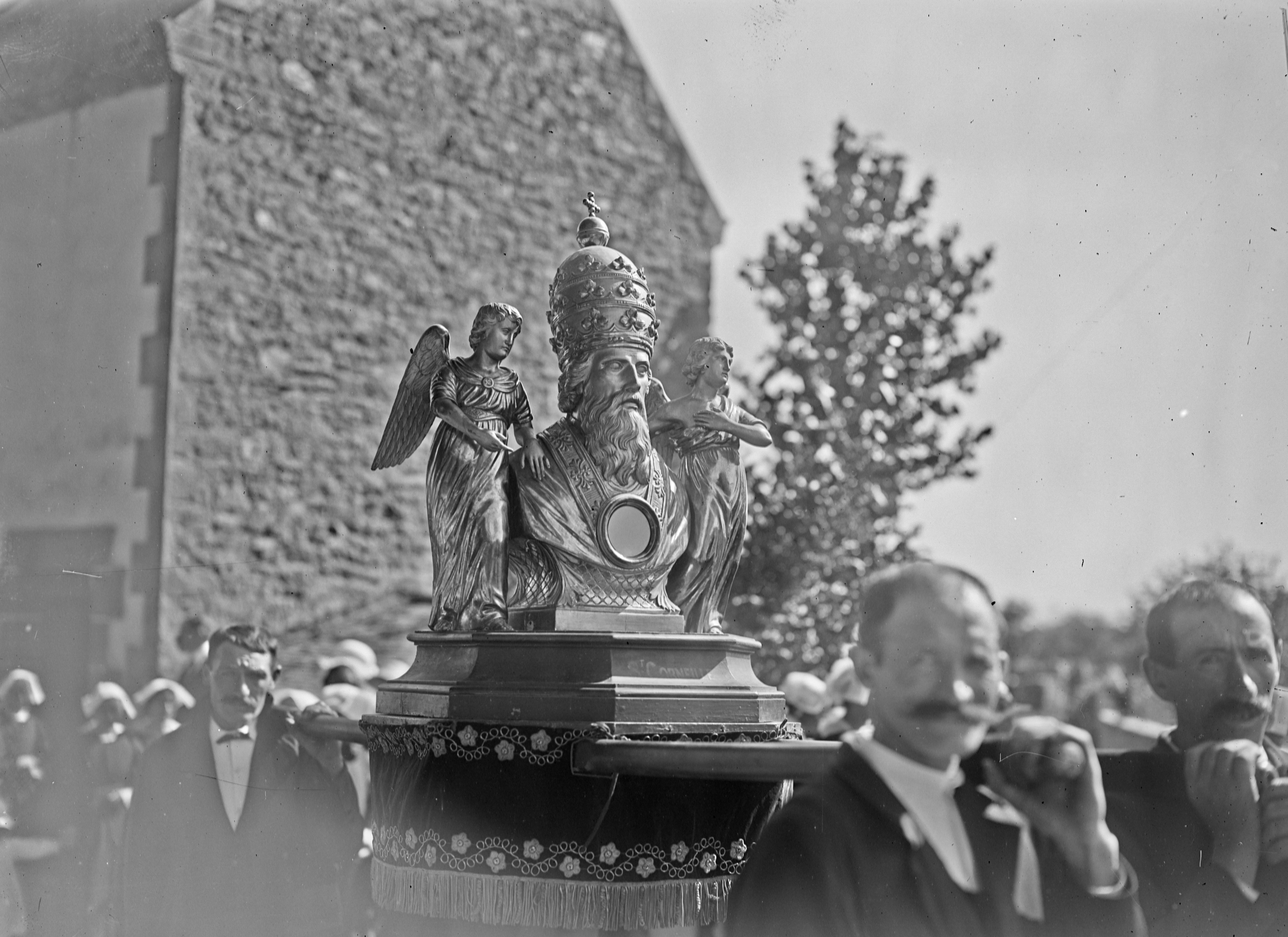
Le buste de saint Cornély lors de la procession du Grand Pardon (14 septembre 1924)
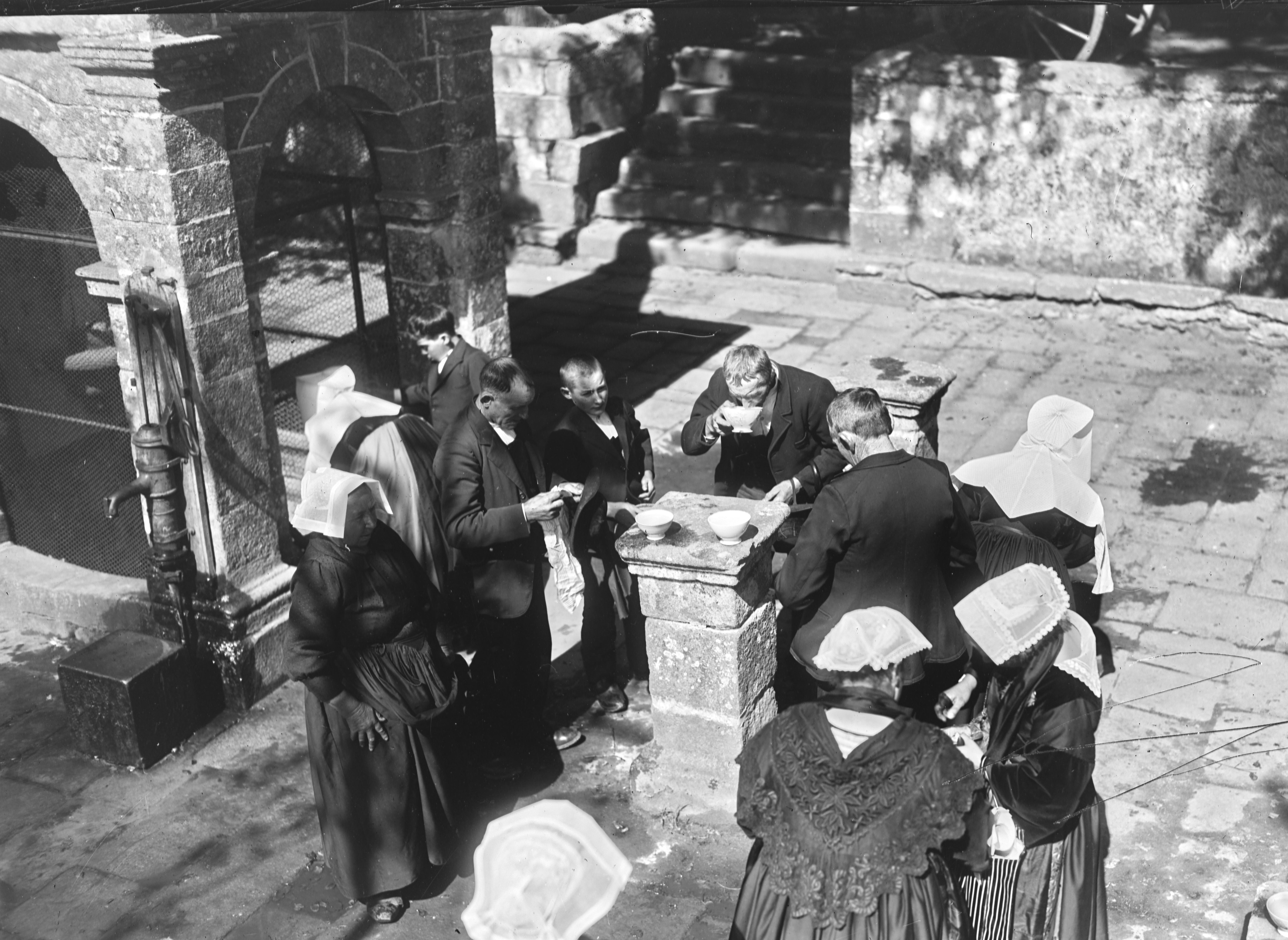
Rite de la boisson de l'eau de la fontaine Saint-Cornély lors du Grand Pardon (14 septembre 1924)

## Galerie d'images

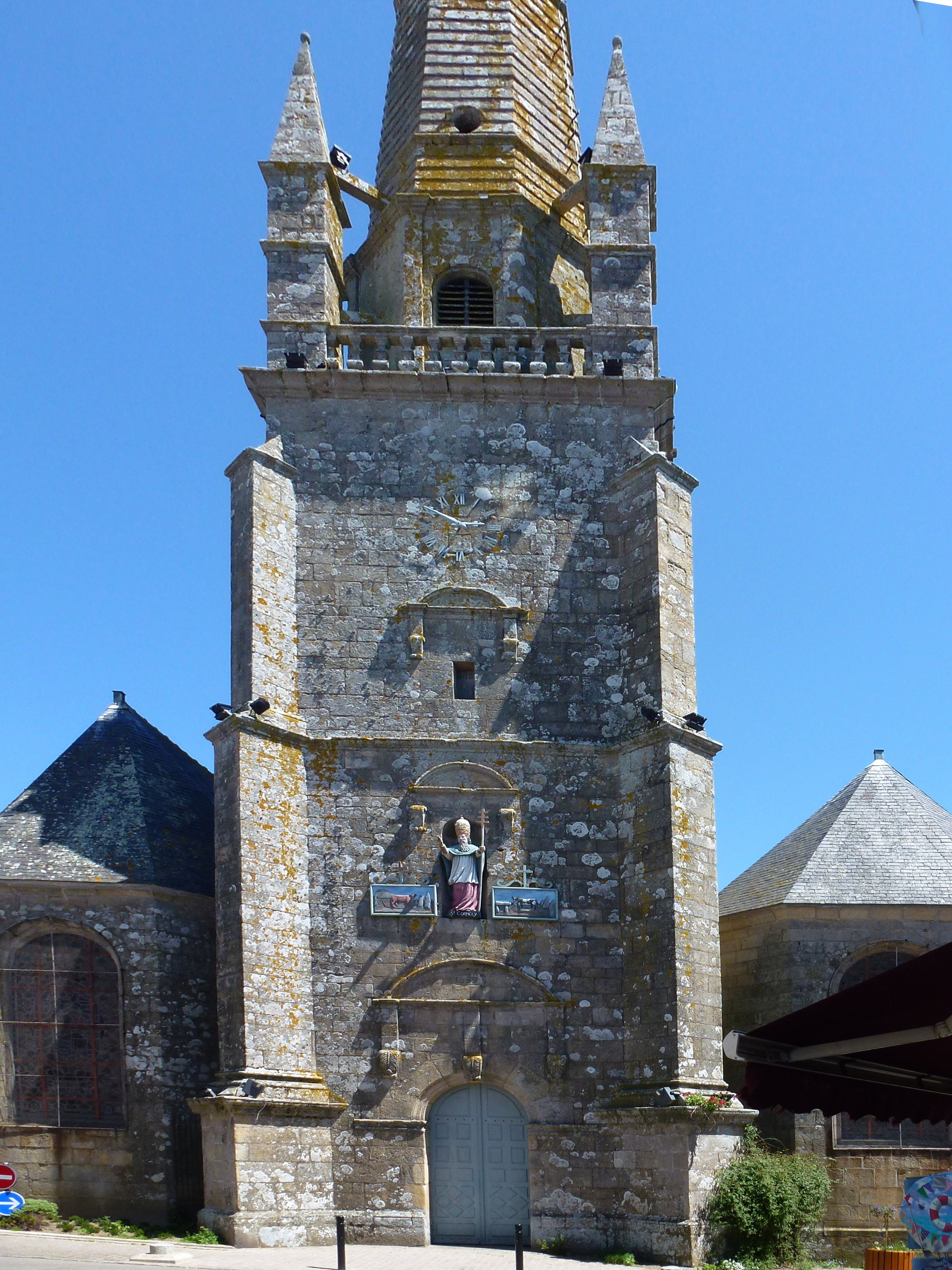
Façade.
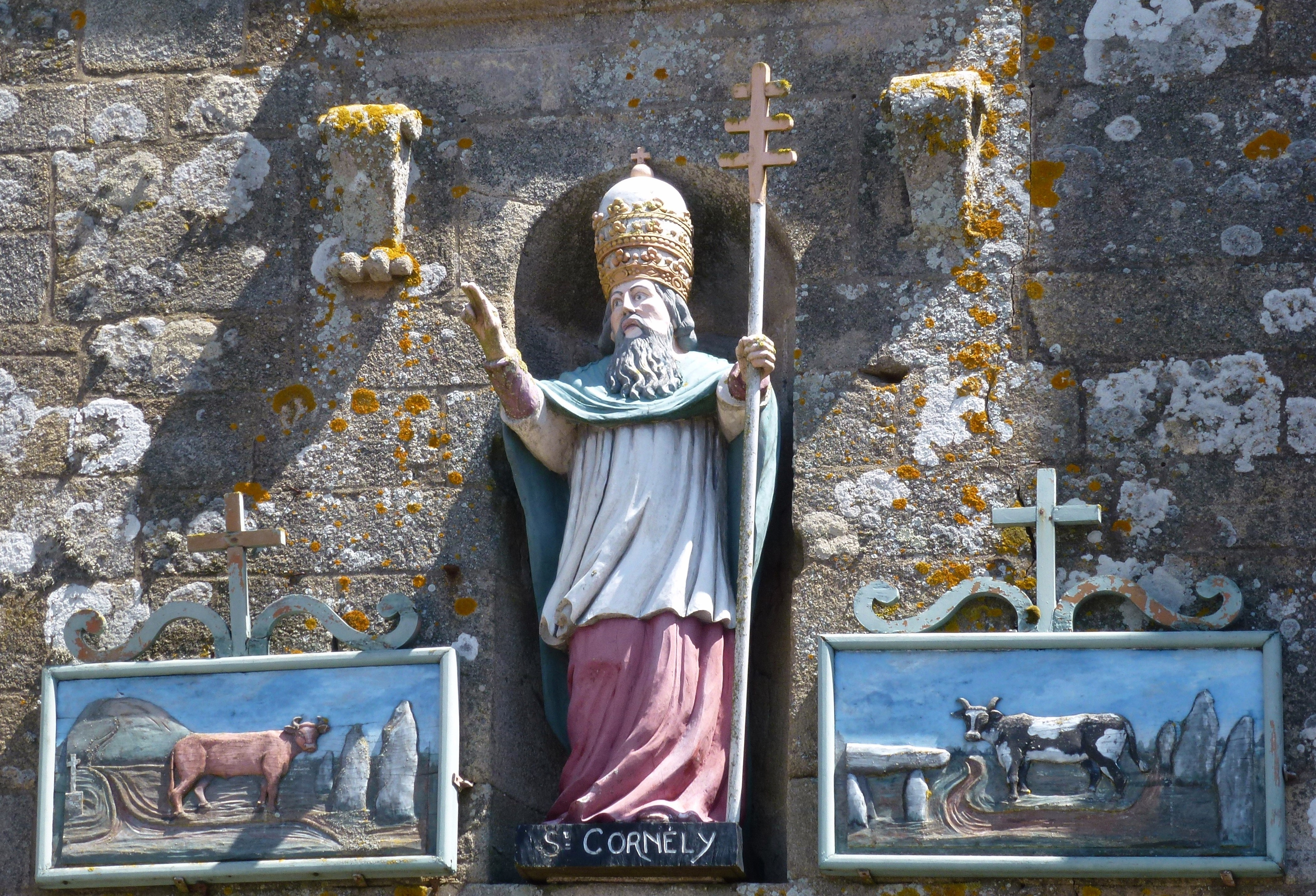
Niche de façade abritant la statue[8].
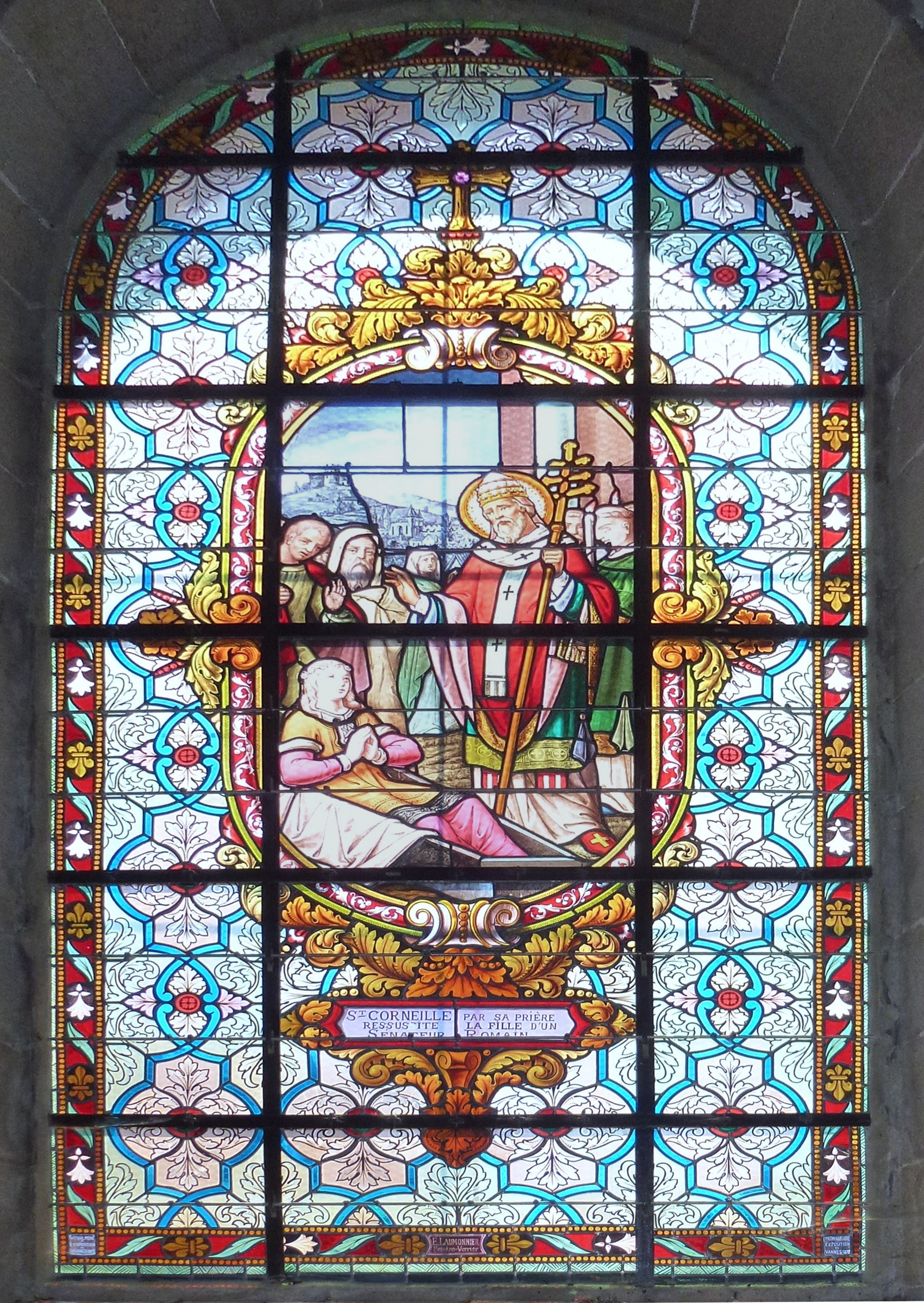
Vitrail relatant la résurrection de la fille d'un sénateur romain par saint Cornély.
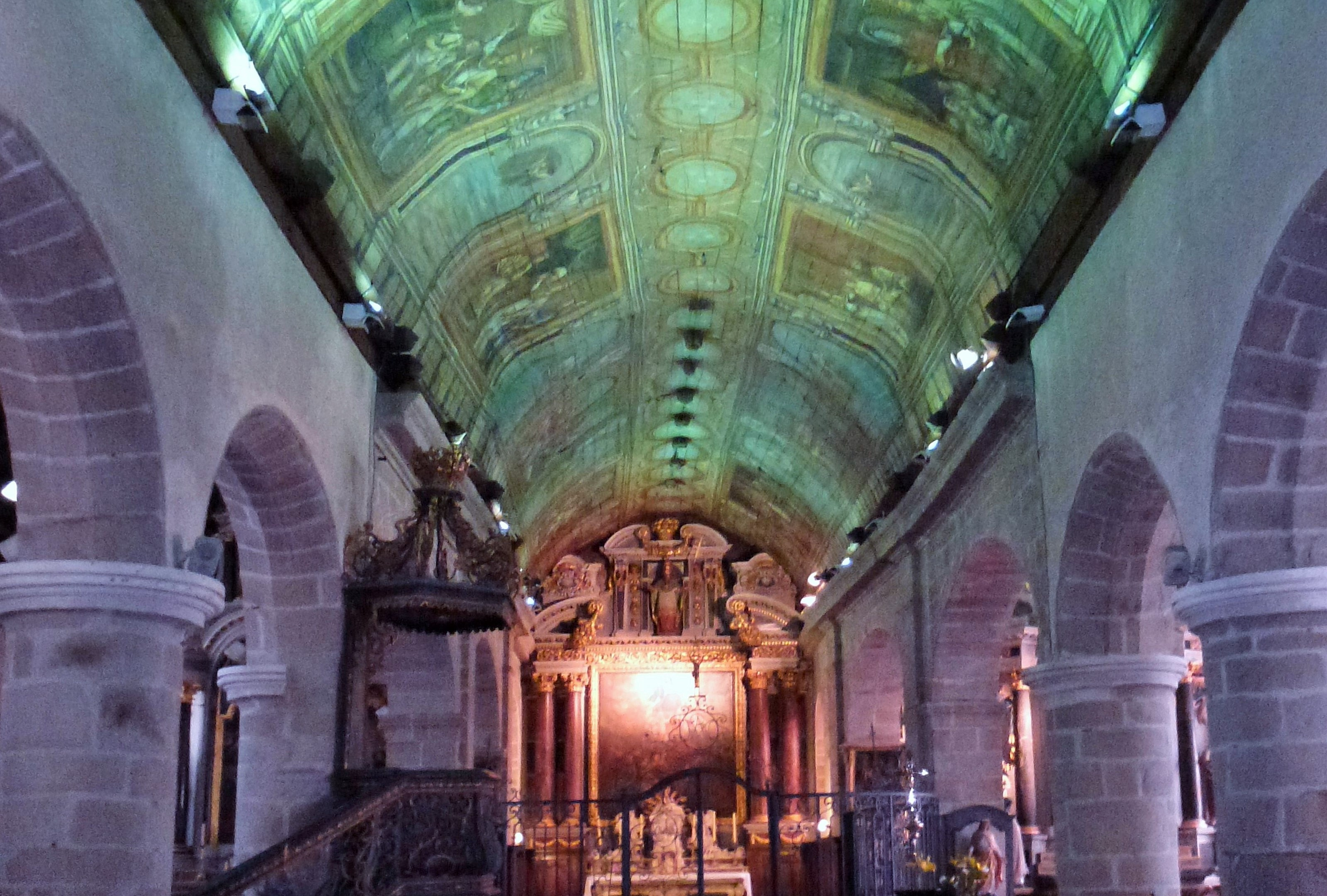
Nef et voûtes peintes de 1732.
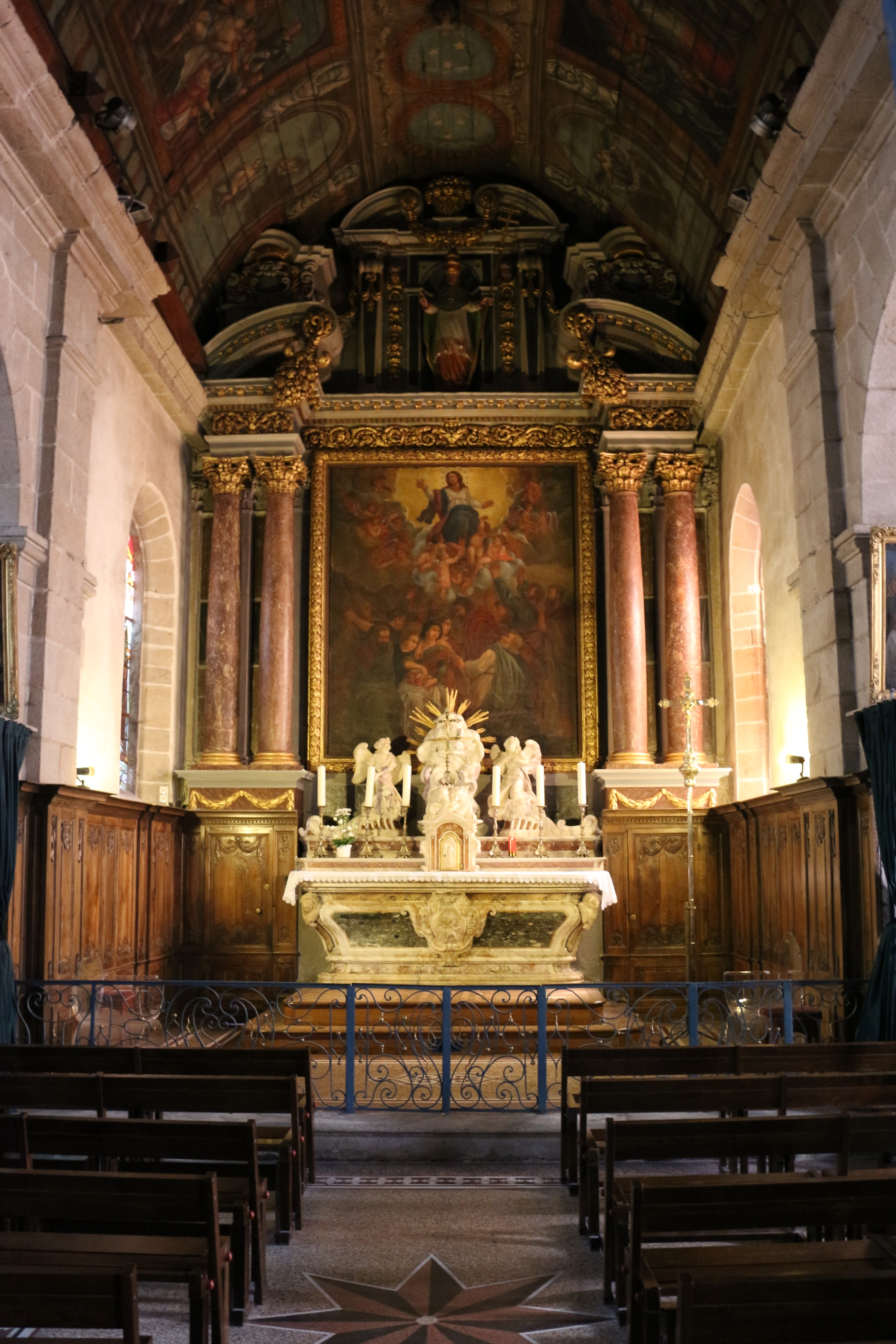
Chœur.
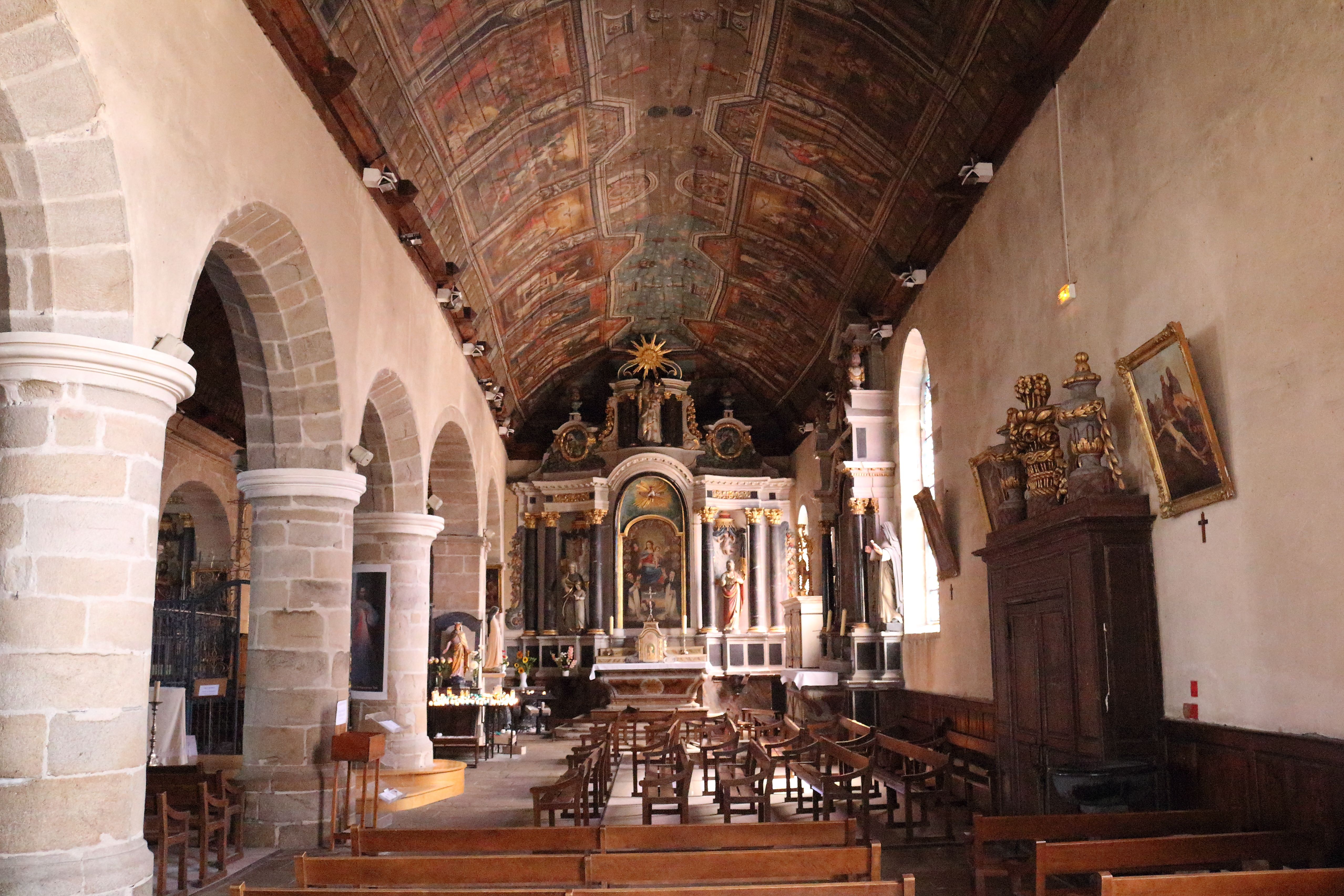
Collatéral droit.
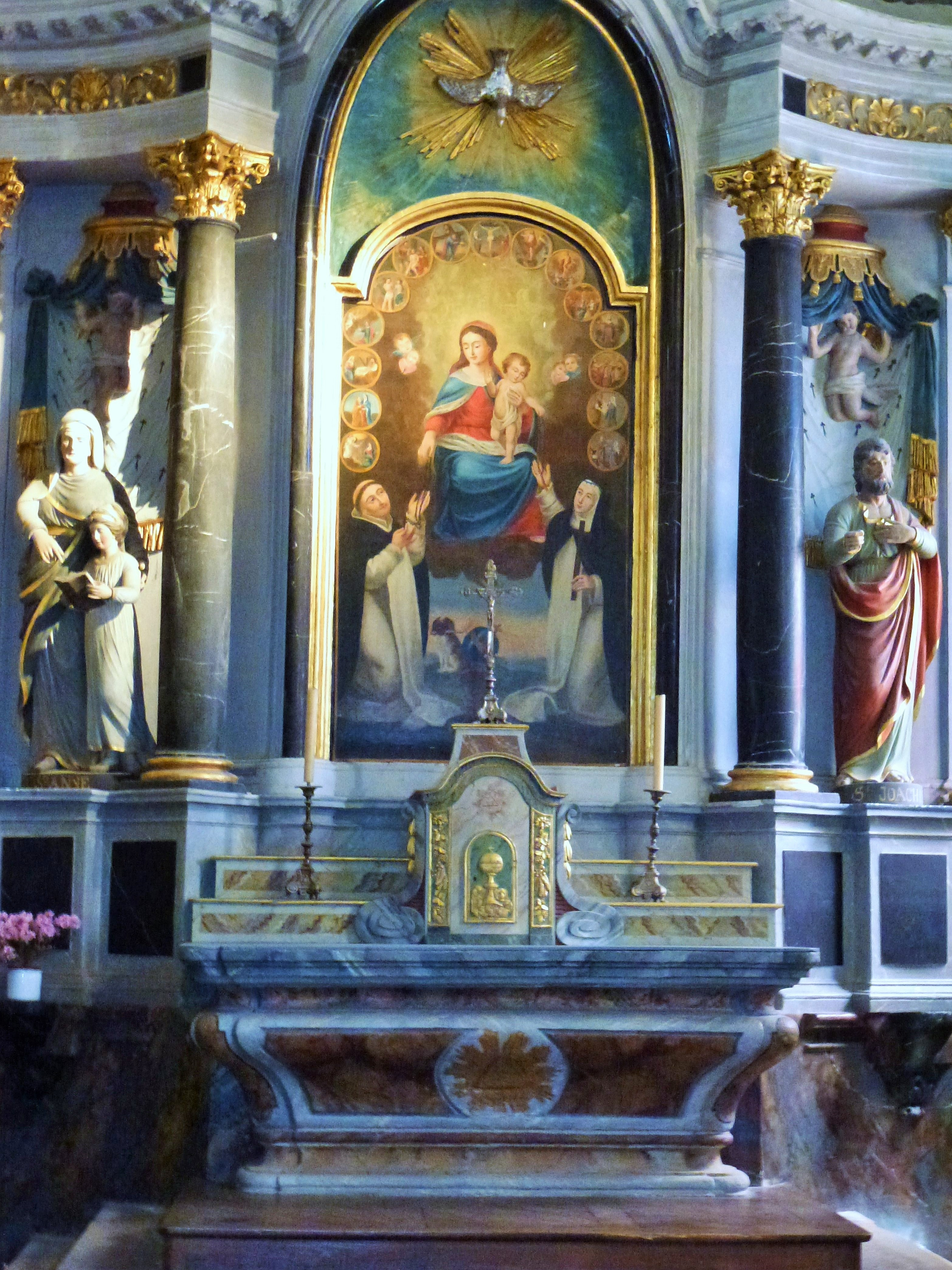
Autel et retable du Rosaire.
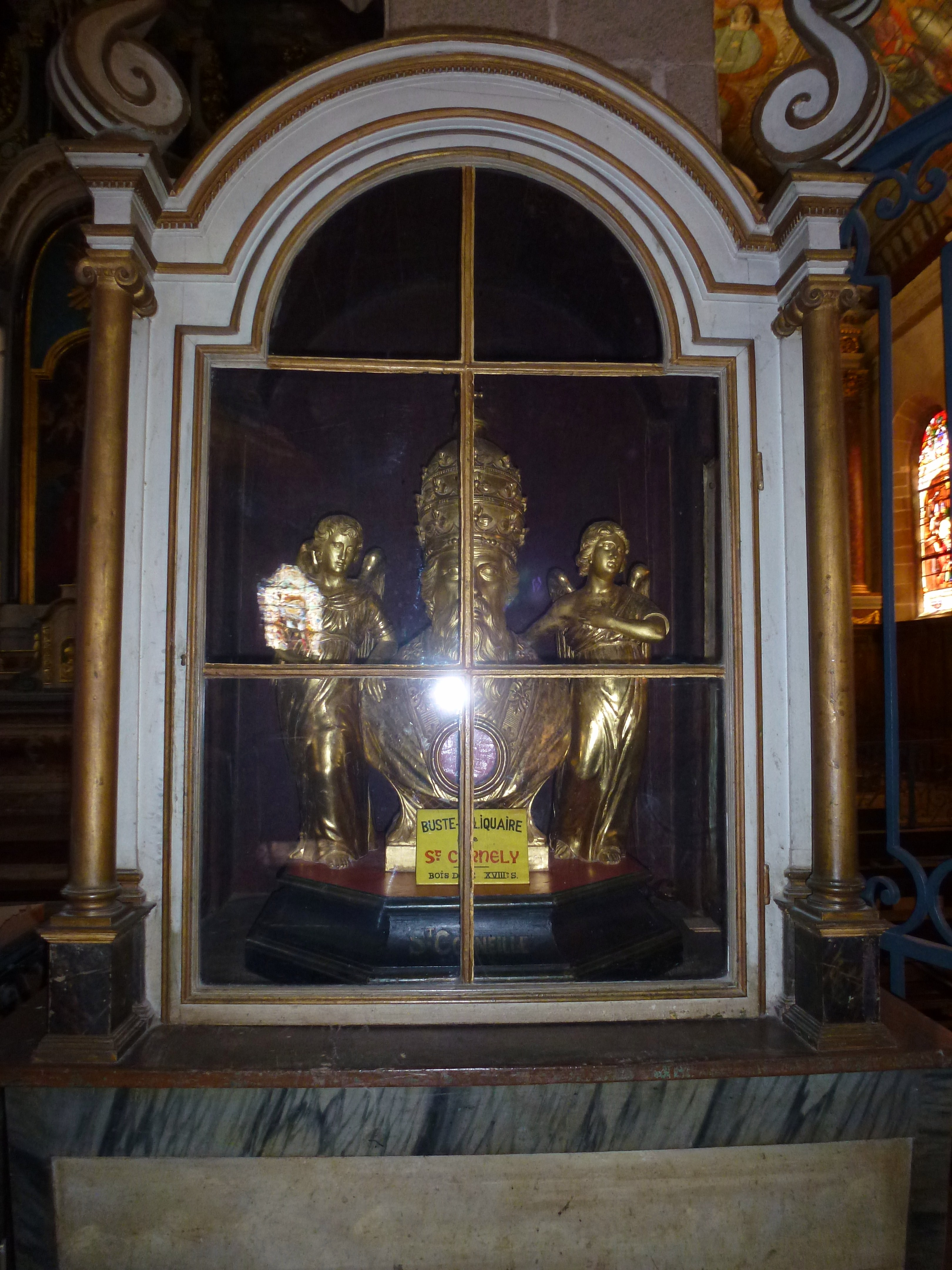
Reliquaire de saint Cornély.